# Asterix: Operation Bautasten
Asterix: Operation Bautasten er en fransk tegnefilm fra 1989.

## Plot
Obelix kommer ved en fejltagelse til at kaste en bautasten i hovedet på Miraculix, som bliver skør. Han kan ikke huske hvordan trylledrikken skal laves, og der går ikke længe før romerne angriber. På samme tid er en profet kommet til gallernes landsby, og han har vendt landsbyen imod Asterix.

## Stemmer
| Figur         | Original stemme   | Dansk stemme            | Britisk stemme    |
| ------------- | ----------------- | ----------------------- | ----------------- |
| Asterix       | Roger Carel       | Ove Sprogøe             | Bill Oddie        |
| Obelix        | Pierre Tornade    | Nis Bank-Mikkelsen      | Bernard Bresslaw  |
| Prolix        | Julien Guiomar    | Preben Neergaard        | Ron Moody         |
| Miraculix     | Henri Labussière  | Søren Østergaard        | Peter Hawkins     |
| Trubadurix    | Edgar Givry       | Preben Kristensen       | Tim Brooke-Taylor |
| Majestix      | Henri Poirier     | Henrik Koefoed          | Douglas Blackwell |
| Godemine      | Marie-Anne Chazel | Michelle Bjørn-Andersen | Sheila Hancock    |
| General Motus | Nicolas Silberg   | Esper Hagen             |                   |